# Burgstall Perkheim
Der Burgstall Perkheim (auch als Hausberganlage Perkheim bezeichnet) ist eine abgegangene Burg in der Gemeinde Timelkam im Bezirk Vöcklabruck von Oberösterreich (der Burgstall liegt in der Nähe des abgekommenen Anwesen Urzenbauer).

## Geschichte

### Vorgeschichte

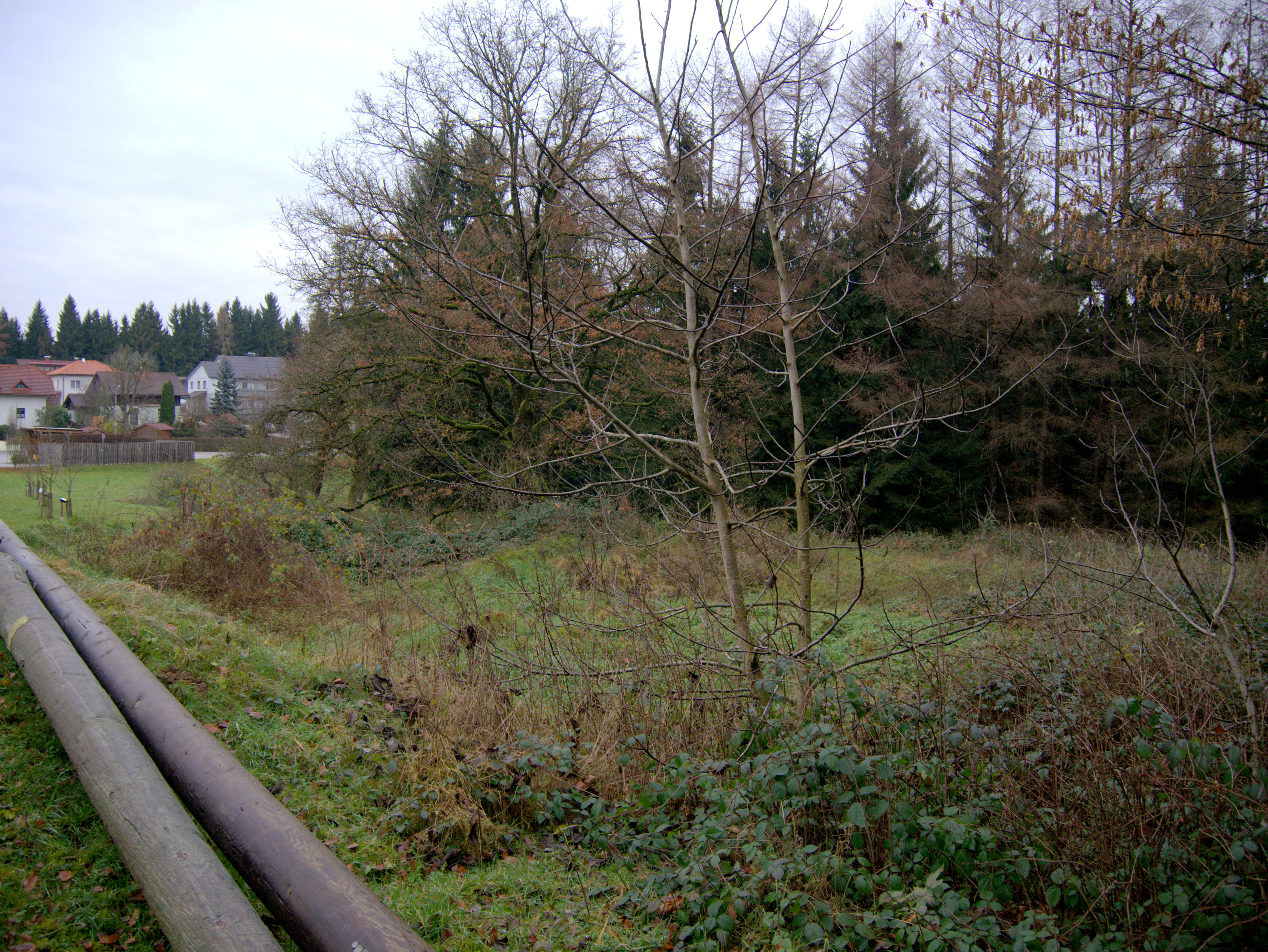
Burgstall Perkheim (2014)

Die Herren von Perkheim waren ursprünglich im Hochstift Salzburg im heutigen Bergheim beheimatet. Sie übten dort hohe Ämter aus, bis sie sich im 13. Jahrhundert wiederholt mit den Erzbischöfen überwarfen. In der Folge kaufte der Salzburger Erzbischof Konrad IV. 1295 dem Heinrich von Perkheim den Sitz und das Gericht zu Perkheim ab. 1336 konnte Erzbischof Friedrich III. dann auch das Gericht Anthering von den Perkheimern erwerben. Die Perkheimer wandten sich danach dem Lande ob der Enns zu und besaßen dort Oberbergham bei Gaspoltshofen, Schloss Bergham bei Linz, Burg Bergheim bei Geboltskirchen oder Schloss Bergheim bei Feldkirchen an der Donau und im Laufe der Zeit noch viele andere Herrschaften.

### Perkheimer zu Timelkam
Ein weiterer Sitz der Perkheimer lag in der Nähe von Timelkam. Dieser wird bereits 1188/89 als predium, quod situm es Percheim genannt. 1452 ist ferner belegt, dass Jörg Perkchaimer vnd seine geswistred habent zu Lehen den sicz vnd den hof zu Perkhaim in Schöndorffer pharr. Kaspar von Perkheim (1454 – 1. März 1520) wurde durch König Maximilian I. 1499 erster Vizedom im Land ob der Enns. Bereits 1460 hatte er aber seinen Hauptsitz nach Schloss Würting bei Offenhausen verlegt. Noch 1544 verpachtet Jorig Kriechpamb (Kriechbaum) zu Perkhaim dem Christoff Weyss einen Garten. Danach scheint der Ansitz Perkheim bei Timelkam nicht mehr benutzt worden zu sein.

### Perkheimer-Kapelle
In der Wallfahrtskirche Maria Schöndorf von Vöcklabruck war zudem in einem Turm eine dem hl. Christophorus geweihte Kapelle untergebracht; anstatt dieser errichtete 1450 Ritter Jörg der Perkhaimer († 1468), Pfleger zu Wolfsegg, die sog. „Perkheimer-Kapelle“, in der auch sein Grabstein untergebracht ist. Der Grabstein des 1520 verstorbenen Kaspar von Perkheim (angefertigt von dem Passauer Steinmetz Jörg Gartner) steht ebenfalls in der nördlichen Turmkapelle von Schöndorf.

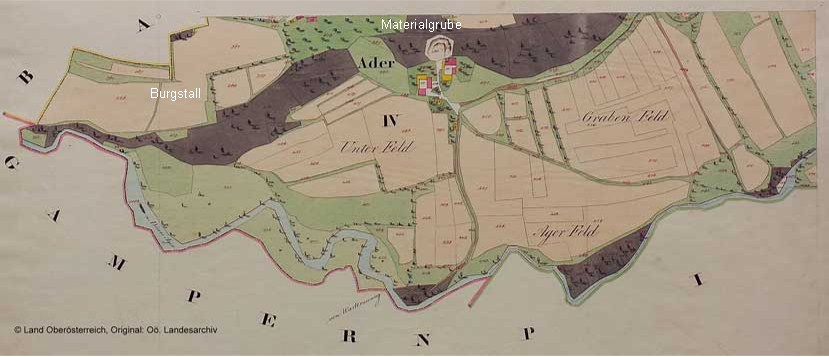
Perkheim im Franziszeischen Kataster

## Burgstall Perkheim heute
Die noch gut erkennbare, hausbergartige Anlage wurde unter Denkmalschutz gestellt. Bei dem im Franziszeischen Kataster eingezeichneten, auffälligen Bereich handelt es allerdings nicht um den Hausberg (wie manchmal vermutet), sondern um eine ältere Materialgrube. Der Meierhof der Burg, der Urzenbauer, ist völlig verschwunden.